# Neptis pampanga
Neptis pampanga är en fjärilsart som beskrevs av Felder 1863. Neptis pampanga ingår i släktet Neptis och familjen praktfjärilar. Inga underarter finns listade i Catalogue of Life.